# Estação de Déli

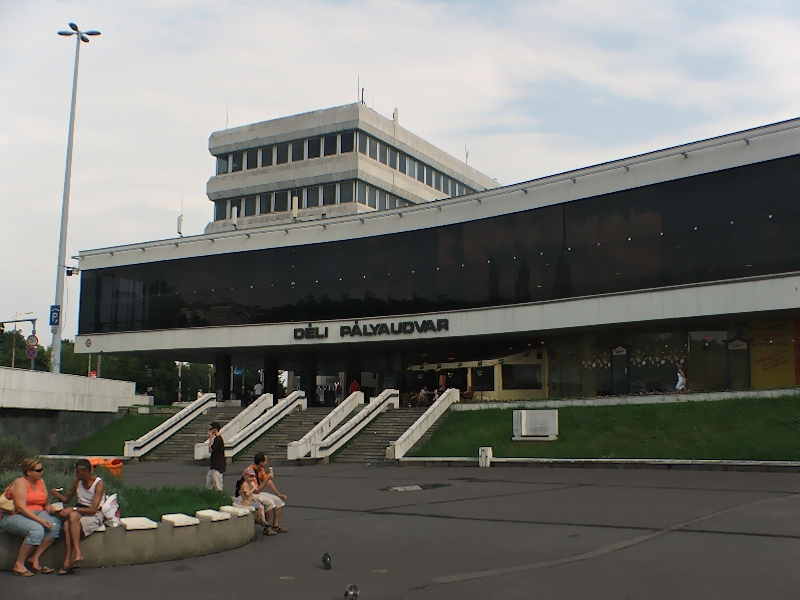

A estação de Déli (em húngaro:  Déli pályaudvar, que significa estação do Sul) é a terceira maior estação ferroviária de Budapeste e da Hungria, depois da estação de Keleti e da estação de Nyugati. Fica no distrito I de Budapeste. É servida pela linha 2 do Metropolitano de Budapeste.